# Pascal Kouassi N’Dri
Pascal Kouassi N’Dri – iworyjski piłkarz grający na pozycji prawoskrzydłowego. W swojej karierze grał w reprezentacji Wybrzeża Kości Słoniowej.

## Kariera klubowa
W swojej karierze piłkarskiej N’Dri grał w klubie Africa Sports National.

## Kariera reprezentacyjna
W reprezentacji Wybrzeża Kości Słoniowej N’Dri zadebiutował w 1983 roku. W 1986 roku został powołany do kadry na Puchar Narodów Afryki 1986. Zagrał na nim w trzech meczach: grupowych z Egiptem (0:2) i z Senegalem (1:0) oraz półfinałowym z Kamerunem (0:1). Z Wybrzeżem Kości Słoniowej zajął 3. miejsce w tym turnieju. W kadrze narodowej grał do 1986 roku.